# Charles Montagu
Charles Montagu, I conde de Halifax (16 de abril de 1661 - 19 de mayo de 1715) fue un estadista y poeta inglés. Era nieto del primer conde de Manchester y él mismo fue ennoblecido, primero como barón de Halifax en 1700 y más tarde como conde de Halifax en 1714. Como uno de los cuatro miembros del llamado Whig Junto, Montagu desempeñó un papel importante en la política inglesa bajo los reinados de Guillermo III y la reina Ana. Fue ministro de Hacienda de 1694 a 1699 y primer lord del Tesoro desde 1714 hasta su muerte al año siguiente. También fue presidente de la Royal Society y mecenas del científico Isaac Newton. 

## Estudios y acceso al Parlamento
Charles Montagu nació en Horton, Northamptonshire, hijo de Elizabeth Irby y George Montagu, quinto hijo del primer conde de Manchester. Se educó primero en el campo y luego en la Westminster School, donde fue elegido Queen's Scholar en 1677 y entabló una estrecha amistad con George Stepney.
En 1679 Montagu fue admitido en el Trinity College de Cambridge. Su pariente, el Dr. John Montagu, que era rector del Trinity College lo acogió bajo su tutela. Mientras estudiaba en Cambridge, Montagu entabló una duradera amistad con Isaac Newton. Se licenció en 1682 y se convirtió en miembro del Trinity College en 1683.
En 1685, los versos de Montagu sobre la muerte del rey Carlos II causaron una profunda impresión en el conde de Dorset que lo invitó a la ciudad y lo presentó a diversos eventos. En 1687, Montagu escribió junto a Matthew Prior The City Mouse and the Country Mouse, una parodia de The Hind and the Panther, de John Dryden. Poco antes de la Revolución Gloriosa, contrajo matrimonio con la viuda de su primo, la condesa viuda de Manchester. 

## Carrera política
En las elecciones de 1689, con el apoyo del conde de Dorset y del lugarteniente de Essex, el conde de Oxford, se presentó con éxito a las elecciones por la circunscripción de Maldon contra el conservador John Bramston. Montagu ocupó el escaño por Maldon en el Parlamento de la Convención de 1689. También adquirió por 1.500 libras un puesto como secretario del Consejo, para el que fue nombrado el 21 de febrero de 1689. Fue reelegido por Maldon sin oposición en las elecciones de 1690.
En 1691, tras convertirse en miembro de la Cámara de los Comunes, se manifestó a favor de una ley que concediera asistencia de abogado en los juicios por alta traición. En el transcurso de su discurso se enredó y, al recuperar el hilo de su exposición, observó qué razonable era permitir la asistencia de abogado a los hombres considerados criminales ante un tribunal de justicia, cuando era obvio que la presencia en esta asamblea podía desconcertar a sus miembros.
Después de su acceso a la Cámara de los Comunes ascendió rápidamente, para convertirse en uno de los comisarios del Tesoro y miembro del Consejo Privado del rey. En 1694 fue nombrado canciller de la Hacienda, como recompensa por su contribución en la creación del Banco de Inglaterra, que había sido ideado por William Paterson tres años antes, pero que no se había llevado a la práctica. Tras un intento infructuoso de reemplazar el liderazgo del conde de Sunderland con los whigs, se vio obligado a reconciliarse con él en agosto de 1695. Con el apoyo de Sunderland y de la Corte, Montagu fue reelegido al Parlamento por la circunscripción de Westminster en octubre de 1695. Ese mismo año participó en el exitoso proyecto de la nueva acuñación de moneda. En 1698, habiendo sido nombrado para la primera Comisión del Tesoro, fue también uno de los regentes en ausencia del rey. Al año siguiente fue nombrado auditor de Hacienda, y un año más tarde fue nombrado barón Halifax, en el condado de Yorkshire, con legado a su sobrino George Montagu. Su impugnación por los Comunes fracasó, al ser desestimado por la Cámara de los Lores.

### Rey Jorge I
A la muerte de la reina Ana, Montagu fue nombrado de nuevo uno de los regentes. Con la llegada de Jorge I al trono, fue nombrado vizconde de Sunbury y conde de Halifax, caballero de la Jarretera y primer lord del Tesoro. Murió poco después de una inflamación pulmonar. Sin descendencia, el vizcondado y el condado se extinguieron a su muerte, mientras que su sobrino George Montagu le sucedió en la baronía.